# Université transnationale du Limbourg
La Transnationale Universiteit Limburg (en abrégé tUL), ou université transnationale du Limbourg en français, est une structure universitaire mise en place par l'université de Maastricht (UM) et l'université de Hasselt (UHasselt).

## Structure organisationnelle
La tUL possède une structure organisationnelle complexe. Bien qu'elle ait été créée à l'initiative de deux universités existantes, elle ne dépend formellement d'aucune des deux. Aussi bien en Belgique qu'aux Pays-Bas, la  tUL est une université indépendante et juridiquement séparée de ses universités fondatrices. 
La tUL, bien que juridiquement autonome, ne possède pas son propre campus. Elle est hébergée sur les deux campus de l'UHasselt (Diepenbeek) et de l'UM (Maastricht). L'université comprend deux écoles, l'École des sciences de la vie et  l'École des technologies de l'information.

## Histoire
La tUL, bien qu'elle n'ait officiellement été fondée qu'en 2000, a cependant déjà une longue histoire. Dès 1988, les deux universités mères ont entrepris des discussions en vue de coopérations diverses. En 1992, les deux universités proposèrent un programme d'enseignement Informatique / Technologie de la connaissance. Les cours étaient donnés dans les deux universités, et les étudiants devaient se rendre sur les deux campus. En 1998, un groupe conjoint belgo-néerlandais proposa la mise en place d'une université transnationale officielle, idée acceptée par le Gouvernement flamand en 1999. En 2001, une convention signée entre les ministres flamand et néerlandais de l'éducation consacra la création de la première université transnationale belgo-néerlandaise. Les programmes de Sciences biomédicales et d' Informatique / Technologies de la connaissance furent les premiers proposés par l'université. En 2002, un programme Sciences de la vie moléculaires fut également proposé. Pour son ouverture en 2001, le nombre d'étudiants était officiellement de 526, dont 220 pour la section Sciences biomédicales et 306 pour celle d’Informatique / Technologies de la connaissance.   

## Développements actuels
Bien que le nombre d'étudiants de la section Informatique / Technologies de la connaissance ait régulièrement augmenté avant la création officielle de l'université, le lancement de cette nouvelle université a engendré divers problèmes, amenant une baisse de fréquentation. La tUL ne fut pas autorisée à se présenter comme une université néerlandaise parmi les autres car elle n'était pas reconnue officiellement comme telle. De plus, les différences nationales on vite fait surface étant donné les différences de statut légal et de traitement financier. Aux Pays-Bas, la tUL fut aussi souvent considéré comme un projet de prestige de l'ancien recteur, Karl Dittrich.